# Selva castanile
Una selva castanile è un'estensione di terreno su cui crescono principalmente alberi di castagno dedicati alla produzione di frutto e quindi innestati. In questo sistema agroforestale, gli alberi sono generalmente consociati con cereali, fieno o pascolo. Le selve castanili sono sistemi agricoli tradizionali nel Canton Ticino (Svizzera) e nell'Italia settentrionale. Sistemi simili si trovano anche nella regione del Mediterraneo, ad esempio in Francia, Grecia, Portogallo o Spagna.

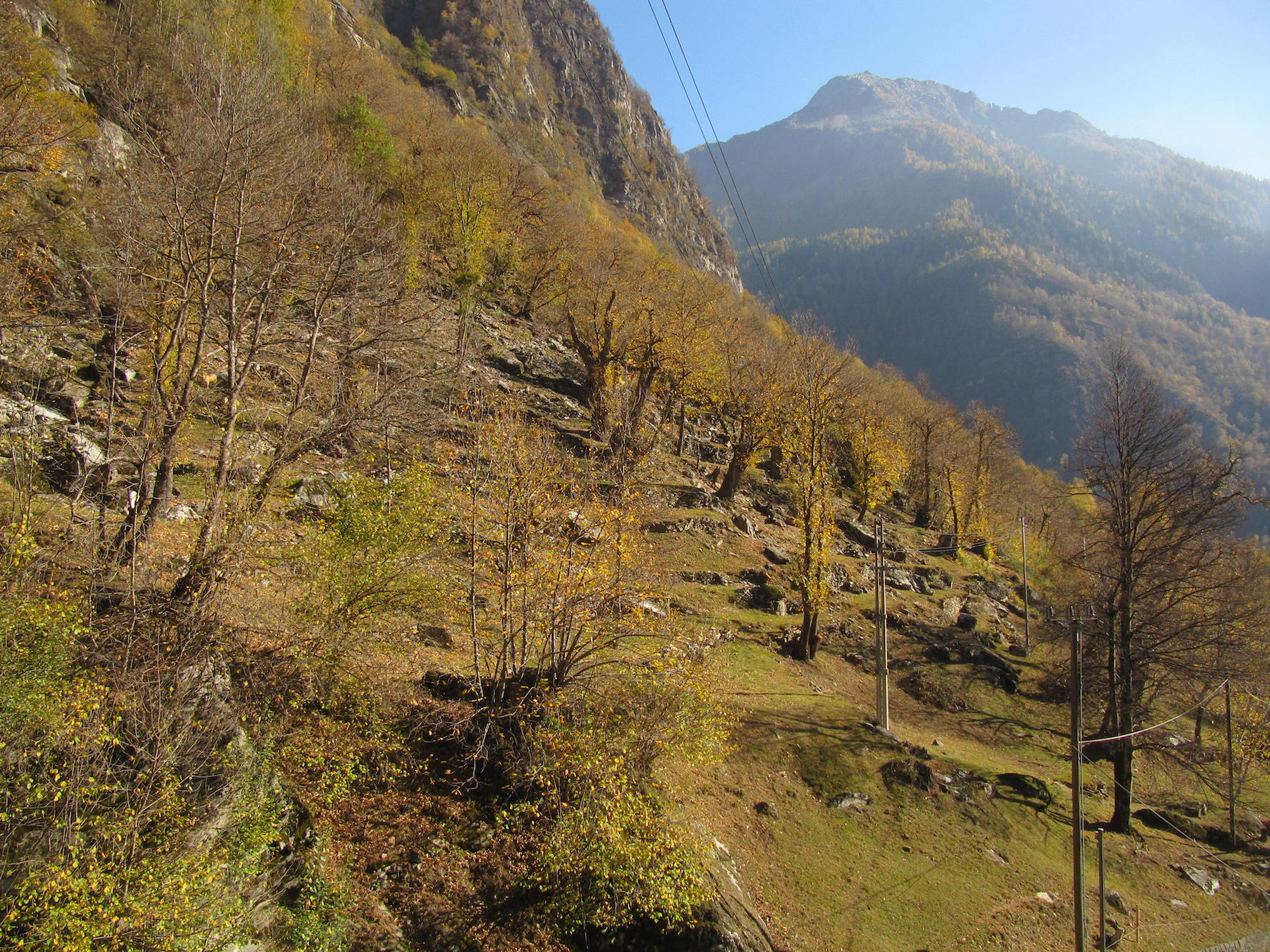
Selva castanile tradizionale in Valle di Peccia, Canton Ticino, Svizzera.

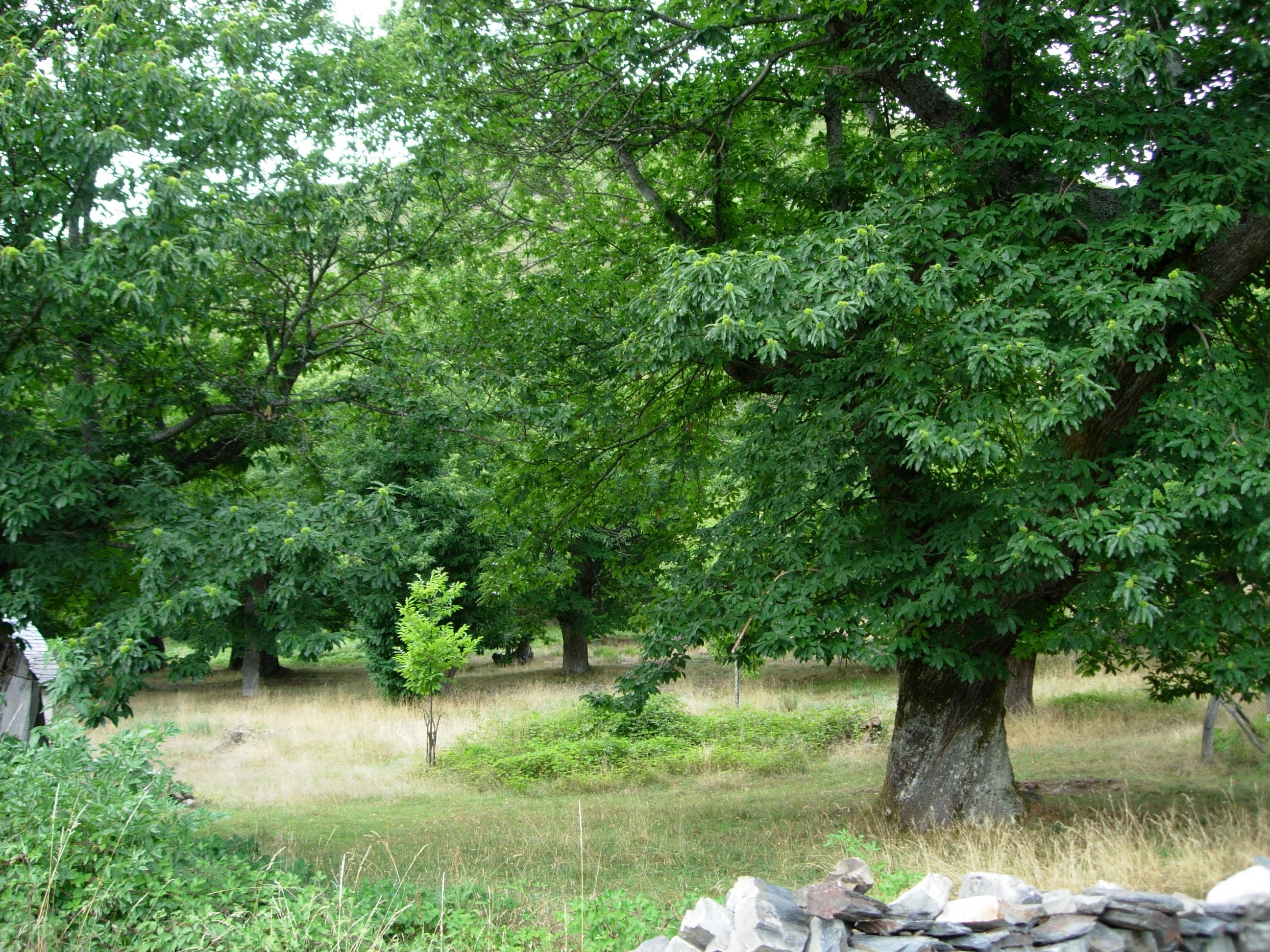
Burbia, nel comune di Vega de Espinareda (provincia di León, Spagna)

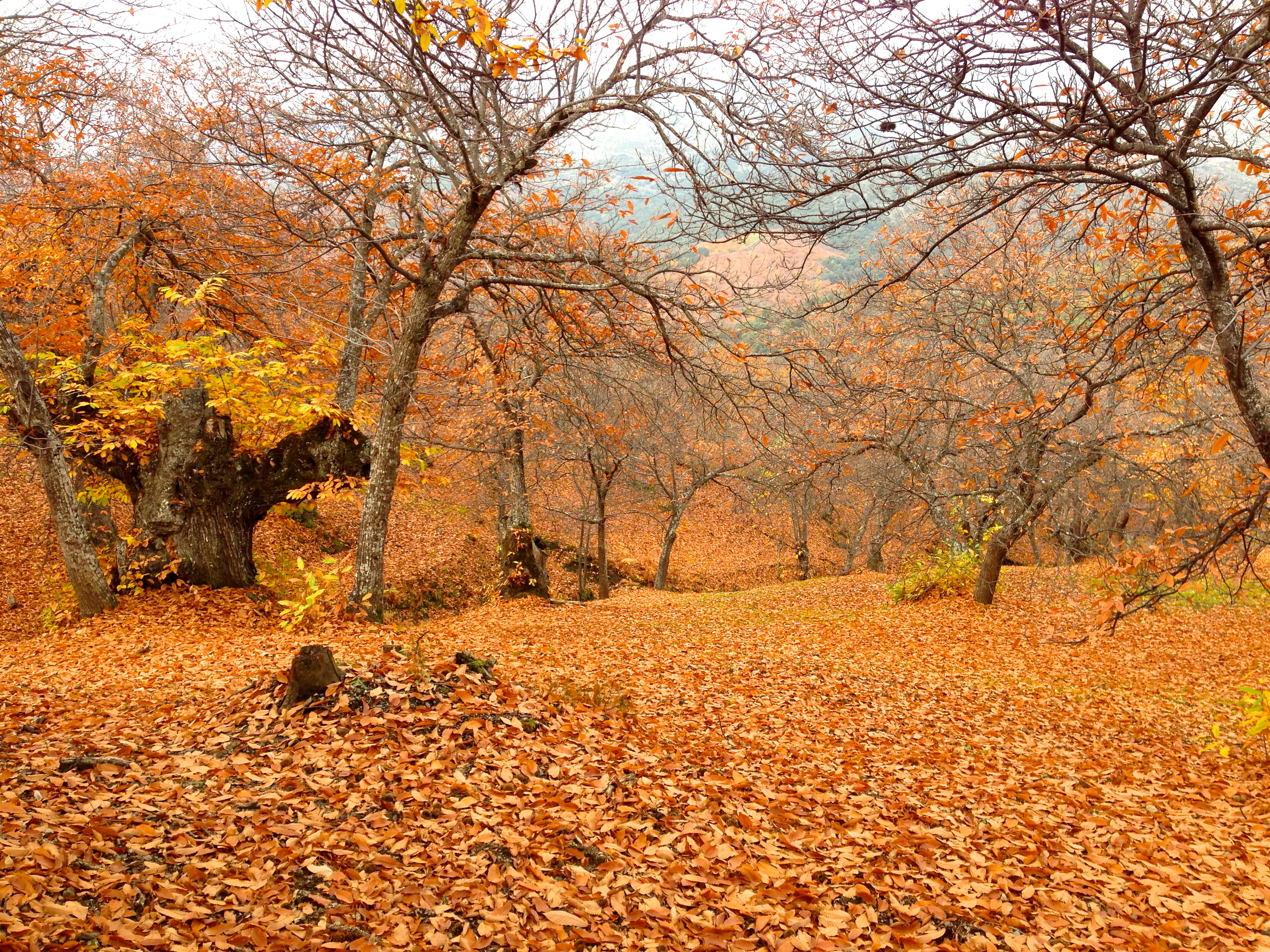
Valle del Genal, Provincia di Malaga, Spagna

## Storia
Il castagno era un tempo noto come "l'albero del pane". Questo nome ha le sue origini nell'estesa diffusione di questi alberi nell'Europa meridionale e all'abbondante utilizzo dei loro nutrienti frutti. Oltre ai frutti, i castagni offrivano alla gente legna, foglie, fiori e consentivano la produzione di miele, assumendo così in determinati periodi storici un'importanza vitale per la popolazione rurale (da qui il termine "Civiltà del Castagno", nel senso di organizzazione materiale e culturale del popolo montano basata sulla coltivazione di questi alberi).
Già nel Medioevo, l'importanza di questo frutto nella dieta degli agricoltori rurali era nota, soprattutto in periodi di isolamento causati dalla temporanea disgregazione delle strutture socio-economiche o della rete commerciale, che rendevano indispensabile alla popolazione montana un sistema di approvvigionamento autonomo.
Dopo il Medioevo, in varie regioni montane d'Italia e in Ticino, dove lo sviluppo di mezzi di sussistenza come la pesca, il commercio o la pastorizia erano limitati per ragioni sia geografiche che economiche, la popolazione locale si specializzò nella gestione di selve castanili. I castagni infatti si adattano bene allo sfruttamento di terreni marginali, permettendo così di utilizzare i terreni più fertili per le colture di cereali.
All'inizio del XX secolo, le castagne erano ancora il principale alimento del popolo montano sudalpino per gran parte dell'anno. I frutti del castagno venivano essiccati e conservati fino al raccolto successivo, costituendo così una preziosa garanzia in caso di carestia. Intorno al 1919, l'autore Merz stimò un consumo annuo di circa 100 kg di castagne pro capite. Pertanto, ogni abitante delle regioni montane sudalpine dipendeva direttamente dalla produzione di due o più castagni.
L'importanza delle castagne a livello storico è documentata anche in varie tradizioni e usanze, come l'offerta di castagne come regalo di nozze, per cerimonie funebri, per pagare le tasse o come vitalizio per le vedove.

### Declino delle selve castanili
A partire dal XIX secolo è stato evidenziato un abbandono delle selve castanili causato da varie circostanze: 
- la sostituzione delle castagne come alimento di base della popolazione con mais e patate;
- il miglioramento delle tecniche agricole;
- la modernizzazione delle vie di comunicazione (in particolare la rete ferroviaria) che ha permesso un migliore commercio alimentare con le regioni rurali;
- l'emigrazione delle popolazioni rurali nelle aree industriali;
- la possibilità di vendere legname e corteccia di vecchi castagni per la produzione di tannino, utilizzato nell'industria conciaria.[4]

Il declino è stato poi successivamente accentuato da due principali malattie del castagno: il mal dell'inchiostro e il cancro corticale del castagno. Le selve castanili sono state dunque gradualmente abbandonate a causa delle difficoltà di manutenzione e della loro resa ridotta. Sempre più selve sono state invase da altre specie arboree, diminuendo così non solo l'area coltivata a castagne ma anche la vitalità degli alberi, che non sono in grado di resistere alla competizione per la luce con le specie selvatiche.
Inoltre, anche la castagna come cibo ha subito un calo di popolarità, rimanendo importante solo come base per dolci, come contorno di piatti a base di selvaggina, per occasioni festive o come caldarroste nel periodo natalizio. Oggi, il consumo pro capite è sceso a circa 1 kg per persona all'anno.

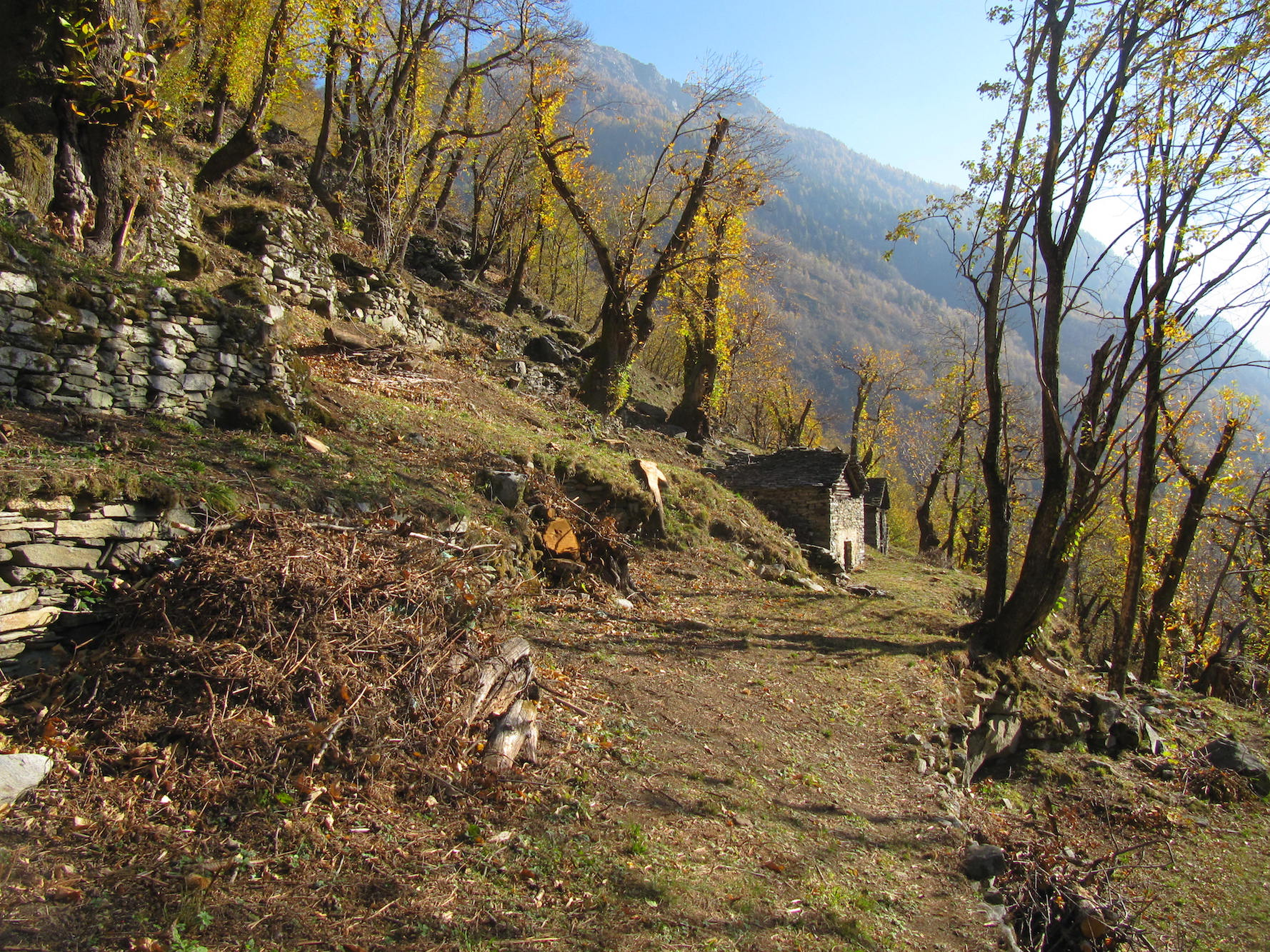
Selva castanile restaurata in Valle di Peccia, Canton Ticino, Svizzera

### La situazione oggi
Dagli anni novanta è sorto un rinnovato interesse per le selve castanili. Sempre più autorità locali e associazioni hanno iniziato a ripristinare le selve castanili abbandonate. Le ragioni di questo rinnovato interesse sono principalmente il ritrovato legame con le tradizioni e i valori culturali delle civiltà passate, la necessità di migliorare il paesaggio rurale e la volontà di creare opportunità economiche e turistiche per le aree rurali. Inoltre, si manifesta sempre più solidamente il desiderio di riscoprire la castagna come alimento sano e naturale, versatile e facile da utilizzare, che può essere valorizzato nel contesto del generale interesse per un ritorno ai prodotti biologici e alla cucina genuina. Dagli anni novanta molte selve castanili sono state recuperate in Ticino e nei Grigioni italiani e sono state gettate le basi per la loro gestione multifunzionale e sostenibile.

## Agroforestazione

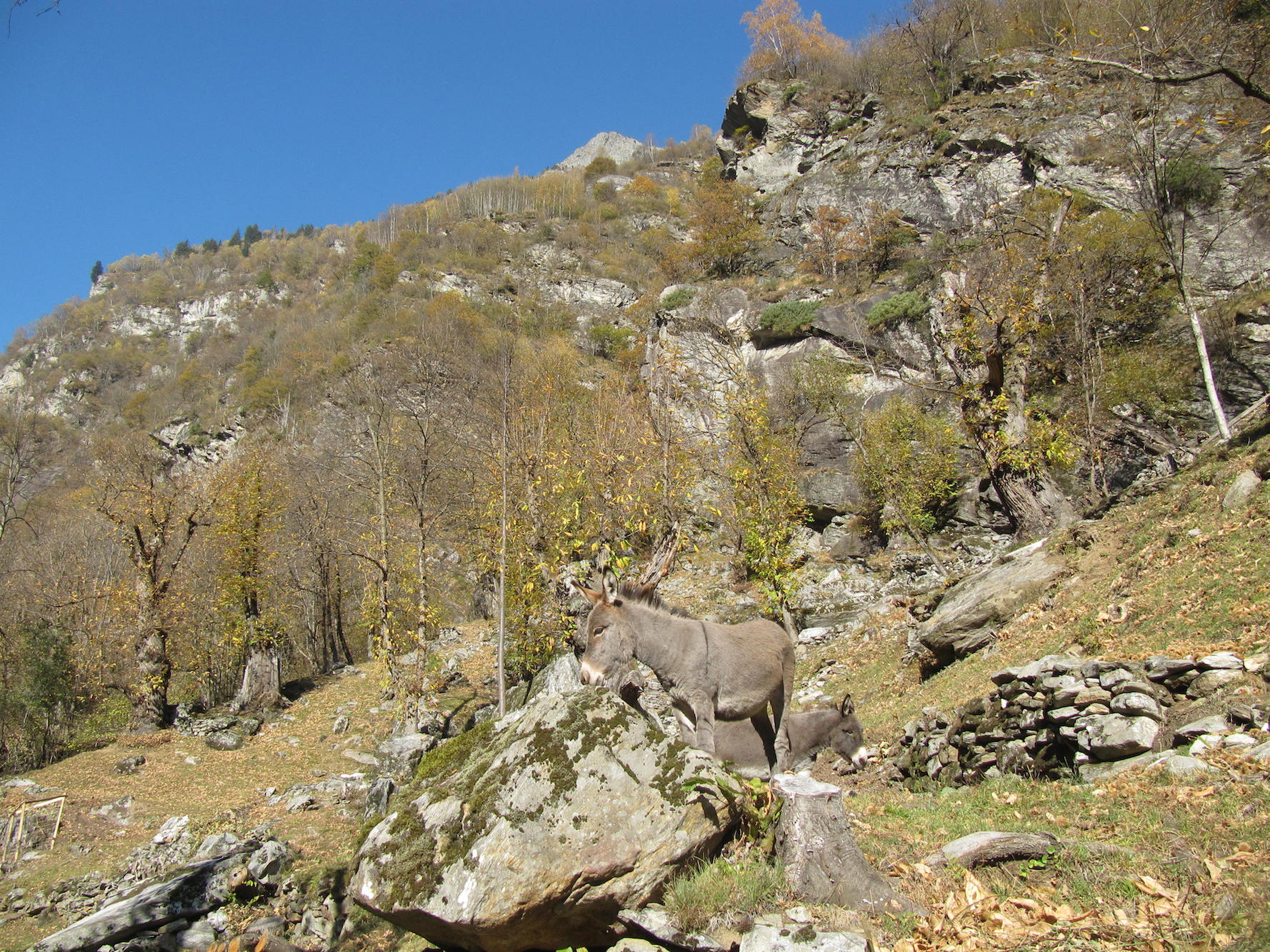
Selva castanile con asini al pascolo, Canton Ticino, Svizzera

L'agroforestazione può essere intesa come una particolare forma di consociazione, in cui gli alberi sono integrati nel sistema agricolo. Nel caso delle selve castanili la produzione degli alberi è centrale, pertanto questo sistema può essere considerato un sistema di agroforestazione di alto valore.
Una selva castanile può essere divisa in tre diversi livelli di produzione. Gli alberi sono il primo livello, in quanto producono frutti commestibili, foraggio e legname. Al secondo livello troviamo il raccolto della coltura associata, che può essere costituita da cereali, fieno o funghi. Al terzo livello troviamo infine gli animali che possono pascolare tra gli alberi; in tal caso, il sistema agroforestale è più specificamente chiamato sistema silvopastorale.

### Sistema silvopastorale
Il sistema silvopastorale è una forma di agroforestazione, in cui la superficie alberata è utilizzata come pascolo per il bestiame. Nel nordovest della Spagna, ad esempio, i sistemi castagno-silvopastorali sono spesso collegati alla produzione di carne di maiale.

## Prodotti
Le selve castanili tradizionali sono sistemi multifunzionali. Offrono una grande varietà di prodotti, che vanno da castagne e prodotti di origine animale a servizi per l'ecosistema come la protezione contro l'erosione.
Gli alberi producono castagne, frutti molto pregiati per i loro eccellenti valori nutrizionali, foglie che possono essere utilizzate come foraggio o lettiera e fiori che consentono la produzione di miele. Il legno di castagno è molto apprezzato per molteplici utilizzi grazie alle sue qualità estetiche e alla sua resistenza alle alterazioni meteorologiche.
Le selve castanili sono pure adatte alla raccolta di funghi o per la coltivazione di cespugli di bacche. In Ticino, pecore, capre e asini pascolano tradizionalmente nelle selve castanili, mentre in Spagna i maiali pascolano e si nutrono dei frutti di scarto durante il periodo di ingrasso. Tali sistemi silvopastorali forniscono anche agli animali protezione contro i pericoli meteorologici.
Come i sistemi silvopastorali, le selve castanili offrono anche molti servizi ecologici, economici e sociali.

## Potenziale economico
Grazie ai loro numerosi prodotti di alta qualità, le selve castanili hanno un potenziale economico interessante. Le opportunità di mercato per i prodotti della selva castanile hanno recentemente iniziato ad espandersi, dopo un lungo declino dovuto a problemi sanitari degli alberi di castagno e alla riduzione della domanda. Queste nuove opportunità di mercato sono nate dalla crescente domanda di prodotti naturali e tradizionali nonché dalle innovazioni tecniche nella lavorazione di legname e alimenti.
La domanda di prodotti tradizionali e naturali, un tempo consumati solo dalle classi a basso reddito, è ora ampiamente in crescita in tutti i paesi altamente industrializzati. Tuttavia, l'uso delle nuove tecnologie è essenziale per risolvere le problematiche legate alla variabilità della produzione e alla difficile conservazione dei prodotti delle selve castanili, in modo che possano trarre vantaggio dalle opportunità offerte da queste nuove nicchie di mercato.
Le innovazioni tecnologiche, in particolare i nuovi sviluppi nelle tecnologie di raccolta e trasformazione, hanno aperto opportunità di mercato inedite per i prodotti tradizionali a base di castagne, i quali possono ora essere valorizzati e conservati al meglio. Un'altra interessante caratteristica economica delle selve castanili è quella di fornire sia beni di mercato (alimentari, prodotti in legno e foraggi) che beni e servizi non commerciali (conservazione del suolo, miglioramento della qualità dell'acqua e dell'aria, biodiversità e bellezza paesaggistica), contribuendo così a un'economia rurale diversificata, resiliente ed efficace protezione ambientale.
Per questo motivo, anche le politiche di sviluppo rurale si impegnano a favorire il ripristino delle selve castanili. Una di queste iniziative è Agenda 2000, che promuove le selve castanili per diversificare le attività rurali e ottenere nuove fonti di reddito non agricolo nei paesi membri dell'Unione Europea.

## Aspetti ecologici
Le selve castanili possono avere effetti benefici sul suolo in quanto le radici profonde di castagni e arbusti permettono di mantenerne una migliore struttura. Pertanto, la ritenzione idrica in una selva castanile è incrementata e l'erosione del suolo ridotta. Il radicamento profondo può anche portare a una riduzione della lisciviazione dei nutrienti in quanto le radici profonde sono in grado di assorbire i nutrienti che sono penetrati al di sotto della zona di radicazione delle erbe.
I sistemi agroforestali sono poi in grado di ridurre le emissioni di gas serra grazie a tre diversi aspetti. Innanzitutto il potenziale del sequestro del carbonio delle selve castanili è elevato rispetto ai pascoli o ai campi coltivati. Secondariamente la perdita di carbonio delle piante in crescita e del suolo è minimizzata grazie alle proprietà del sistema. Infine la produzione di metano negli animali pascolati nei sistemi silvopastorali è ridotta.
Inoltre, il sistema silvopastorale consente di produrre più carne per area grazie alla produzione alimentare altamente efficiente. Ciò può comportare una maggiore mitigazione dei gas a effetto serra, che potrebbe permettere alle selve castanili di svolgere un ruolo importante nella mitigazione dei cambiamenti climatici.
Il castagno è inoltre in grado di aumentare la biodiversità su più livelli trofici. Innanzitutto, il numero di piante è maggiore a causa di arbusti piantati e castagni. In secondo luogo, questi alberi e arbusti forniscono numerose nicchie ecologiche per invertebrati e vertebrati. Ad esempio, il numero di uccelli nei sistemi agropastorali è maggiore rispetto a quello nei pascoli e boschi. Inoltre, anche il numero di lombrichi e altri invertebrati del suolo è maggiore in una selva castanile, producendo effetti benefici sulle proprietà del suolo.

## Valore sociale
In molti paesi europei, sono stati implementati progetti per sovvenzionare il ripristino delle selve castanili, anche grazie al loro ruolo nella conservazione del paesaggio e del patrimonio tradizionale.
Le selve castanili e i loro prodotti, nonostante siano stati abbandonati per lungo tempo, sono ancora percepiti da gran parte della popolazione europea come prodotti locali e tradizionali e sono quindi ben accetti. Inoltre, le selve castanili sono state restaurate anche per i loro valori estetici e in molti paesi vi è un'interazione positiva tra produzione di castagne e turismo.

## Le sfide

### Malattie
Storicamente, il declino delle selve castanili è stato accompagnato dalla diffusione di due importanti malattie: 
- il mal dell'inchiostro causato da Phytophthora cambivora
- il cancro corticale del castagno causato da Cryphonectria parasitica[4].

Quest'ultimo, un agente patogeno fungino, non causa oggi più grandi preoccupazioni grazie alla diffusione spontanea di una forma ipovirulenta della malattia. Per quanto riguarda il mal dell'inchiostro, oggi questo patogeno è meno comune ma di tanto in tanto è ancora in grado di causare l'improvvisa morte di intere selve castanili su scala locale.
Al giorno d'oggi, il recente problema del cinipide del castagno (Dryocosmus kuriphilus Yasumatsu) dovrebbe venir superato grazie all'introduzione del suo antagonista naturale, Torymus sinensis Kamijo, anch'esso di provenienza cinese.
Un altro patogeno è la Mycosphaerella maculiformis, un fungo che attacca le foglie le quali appassiscono e cadono prematuramente dall'albero. Questo fungo non causa la morte degli alberi, ma il loro indebolimento riduce drasticamente la produzione di frutti.

### Cambiamento climatico
Al giorno d'oggi, la sfida maggiore per le selve castanili è senz'altro il cambiamento climatico, il quale può causare l'intensificarsi di estati estremamente calde e secche o molto fredde e umide. In queste condizioni climatiche, la pressione dei patogeni primari e secondari aumenta e quindi i raccolti sono messi a rischio. Nel 2003, il caldo eccessivo durante l'estate ha fatto appassire le foglie degli alberi a luglio e agosto, causando una scarsa produzione di castagne.

### Trade-off
La consociazione di castagni con altre colture potrebbe portare a una leggera competizione per la luce a causa della grande chioma degli alberi di castagno. Inoltre data la complessità logistica del sistema il carico di lavoro degli agricoltori potrebbe essere maggiore rispetto alla coltivazione di una monocultura. Pertanto, tali sistemi di agroforestazione devono essere valutati attentamente prima di essere implementati.